# Scottish Cup 2002-2003
La Scottish Cup 2002-03 è stata la 118ª edizione del torneo. Si è conclusa il 31 maggio 2003. I Rangers hanno vinto il trofeo per la 31ª volta.

## Primo turno
| Squadra 1          | Risultato | Squadra 2           |
| ------------------ | --------- | ------------------- |
| East Stirlingshire | 1 - 1     | Threave Rovers      |
| Forfar Athletic    | 3 - 1     | Huntly              |
| Montrose           | 2 - 1     | Berwick Rangers     |
| Preston Athletic   | 0 - 1     | Hamilton Academical |
| Raith Rovers       | 1 - 0     | Dumbarton           |
| Selkirk            | 1 - 4     | Cowdenbeath         |
| Stenhousemuir      | 4 - 1     | Brechin City        |
| Stranraer          | 1 - 1     | Whitehill Welfare   |

### Replay
| Squadra 1         | Risultato | Squadra 2          |
| ----------------- | --------- | ------------------ |
| Threave Rovers    | 2 - 1     | East Stirlingshire |
| Whitehill Welfare | 2 - 3     | Stranraer          |

## Secondo turno
| Squadra 1           | Risultato | Squadra 2       |
| ------------------- | --------- | --------------- |
| Airdrie Utd         | 1 - 0     | Threave Rovers  |
| Forfar Athletic     | 3 - 1     | Stenhousemuir   |
| Greenock Morton     | 4 - 3     | Deveronvale     |
| Gretna              | 3 - 0     | Cove Rangers    |
| Hamilton Academical | 1 - 1     | East Fife       |
| Keith               | 1 - 3     | Cowdenbeath     |
| Peterhead           | 1 - 0     | Elgin City      |
| Queen's Park        | 1 - 1     | Albion Rovers   |
| Raith Rovers        | 3 - 1     | Montrose        |
| Stranraer           | 4 - 1     | Stirling Albion |

### Replay
| Squadra 1     | Risultato       | Squadra 2           |
| ------------- | --------------- | ------------------- |
| Albion Rovers | 0 - 2           | Queen's Park        |
| East Fife     | 2 - 2 (3-5 dtr) | Hamilton Academical |

## Terzo turno
| Squadra 1          | Risultato | Squadra 2           |
| ------------------ | --------- | ------------------- |
| Airdrie Utd        | 1 - 1     | St. Johnstone       |
| Arbroath           | 0 - 3     | Rangers             |
| Ayr Utd            | 2 - 0     | Peterhead           |
| Celtic             | 3 - 0     | St. Mirren          |
| Cowdenbeath        | 2 - 3     | Alloa Athletic      |
| Dundee Utd         | 2 - 3     | Hibernian           |
| Falkirk            | 4 - 0     | Hearts              |
| Forfar Athletic    | 2 - 2     | Stranraer           |
| Gretna             | 1 - 2     | Clyde               |
| Inverness          | 2 - 0     | Raith Rovers        |
| Kilmarnock         | 0 - 1     | Motherwell          |
| Livingston         | 1 - 1     | Dunfermline         |
| Partick Thistle    | 0 - 2     | Dundee              |
| Queen of the South | 0 - 0     | Aberdeen            |
| Queen's Park       | 2 - 2     | Hamilton Academical |
| Ross County        | 1 - 2     | Greenock Morton     |

### Replay
| Squadra 1           | Risultato       | Squadra 2          |
| ------------------- | --------------- | ------------------ |
| Aberdeen            | 4 - 1           | Queen of the South |
| Dunfermline         | 2 - 0           | Livingston         |
| Hamilton Academical | 3 - 2           | Queen's Park       |
| St. Johnstone       | 1 - 1 (4-2 dtr) | Airdrie Utd        |
| Stranraer           | 1 - 0           | Forfar Athletic    |

## Quarto turno
| Squadra 1       | Risultato | Squadra 2           |
| --------------- | --------- | ------------------- |
| Celtic          | 3 - 0     | St. Johnstone       |
| Alloa Athletic  | 0 - 2     | Falkirk             |
| Ayr Utd         | 0 - 1     | Rangers             |
| Clyde           | 0 - 2     | Motherwell          |
| Dundee          | 2 - 0     | Aberdeen            |
| Dunfermline     | 1 - 1     | Hibernian           |
| Inverness       | 6 - 1     | Hamilton Academical |
| Greenock Morton | 0 - 2     | Stranraer           |

### Replay
| Squadra 1 | Risultato | Squadra 2   |
| --------- | --------- | ----------- |
| Hibernian | 0 - 2     | Dunfermline |

## Quarti di finale
| Squadra 1   | Risultato | Squadra 2  |
| ----------- | --------- | ---------- |
| Dunfermline | 1 - 1     | Rangers    |
| Falkirk     | 1 - 1     | Dundee     |
| Inverness   | 1 - 0     | Celtic     |
| Stranraer   | 0 - 4     | Motherwell |

### Replay
| Squadra 1 | Risultato | Squadra 2   |
| --------- | --------- | ----------- |
| Dundee    | 4 - 1     | Falkirk     |
| Rangers   | 3 - 0     | Dunfermline |

## Semifinali
| Squadra 1      | Risultato | Squadra 2  |
| -------------- | --------- | ---------- |
| 19 aprile 2003 |           |            |
| Rangers        | 4 - 3     | Motherwell |
| 20 aprile 2003 |           |            |
| Inverness      | 0 - 1     | Dundee     |

## Finale
| Arbitro: | Kenny Clark |

|  |           |             |
|  | Marcatori | 66’ Amoruso |